# Гумушхане (вилајет)
Вилајет Гумушхане (тур. Gümüşhane ili) је вилајет у северној Турској. Суседни вилајети су Бајбурт на истоку, Трабзон на северу и Гиресун и Ерзинџан на западу. Захвата подручје од 6,575 km², где живи 129.618 становника према подацима из 2010. године. У вилајету је 2000. године живело 186.953 становника. Име Gümüşhane значи „сребрна кућа“. Град има дугу рударску историју (сребро и бронза) и руде је испоручивао у Трабзон. Међутим, рударење је обустављено до 1920. године због дефорестације.  

## Географија
Вилајет Гумушхане је окружен високим планинама, планинама Зигана-Трабзон на северу, планинама Чимен на југу, планинама Гиресун на западу и планинама Пулур и Соганли на истоку. Пешачење је популаран спорт у овим планинама. Планина Зигана има ски-центар и познато је туристичко место за зимске спортове. Врх Абдал Муса (3331 m) је највиши врх Зигане. Дрвеће у шумама претежно чине бели бор и јела. У њима има много животиња и птица. Има много језера као што су Каранлик Гол, Беш Голер, Артебел Голу, Кара Голер који се налазе у висинама планине Гавурдаги и очувана су као природни паркови. Све ове планине чине 56% површине вилајета Гумушхане.

## Окрузи
Вилајет Гумушхане је подељен на 6 округа (престоница је подебљана):
- Гумушхане
- Келкит
- Косе
- Куртун
- Ширан
- Торул